# 第320步兵師 (德國國防軍)
德國國防軍陸軍第320步兵師（德語：320. Infanterie-Division）是納粹德國國防軍陸軍的一個步兵師。該師於1940年12月組建。
該師組建後，在法國駐紮。1943年1月，該師調往東線，此後一直在當地作戰。
該師於1944年8月第二次雅西-奇西瑙攻勢期間被殲，同年10月重建，並改編為第320國民擲彈兵師（德語：320. Volksgrenadier-Division），該師改編後，繼續在東線作戰。
該師最後於1945年5月在德意志布羅德向苏联红军投降。

## 註腳
1. ↑  Mitcham（2007年）